# Једнакокраки троугао
Једнакокраки троугао је троугао код кога су две странице једнаке. Те две једнаке странице се обележавају са {\displaystyle b\,} (малим латиничним словом б) и називају се краци једнакокраког троугла. Страница над којом се налазе краци назива се основица и обележава са {\displaystyle a\,} (малим латинични словом а). Теме C наспрам основице назива се врхом једнакокраког троугла.

## Особине
- Два угла у овом троуглу су једнака — то су углови који леже на основици
- Висина троугла једнака је медијани
- Висина се поклапа са бисектрисом и медијаном

## Формуле једнакокраког троугла
Странице троугла се могу израчунати следећим формулама:
- {\displaystyle a=2R\sin \alpha \,}
- {\displaystyle b=2R\sin \beta \,}
- {\displaystyle b=2a\cos \alpha \,}
- {\displaystyle a={\frac {b}{2\cos \alpha }}}
- {\displaystyle b=a{\sqrt {2(1-\cos \beta )}}}

Обим једнакокраког троугла једнак је:
- {\displaystyle O=2b+a\,} (збир дужина свих страница)
- {\displaystyle O=2R(2\sin \alpha +\sin \beta )\,}

Висина повучена на основицу {\displaystyle a\,} је дели на два једнака дела. Исто не важи за {\displaystyle b\,}. Формуле за одређивање ове две висине су:
{\displaystyle h_{a}={\sqrt[{}]{b^{2}-{\frac {a^{2}}{4}}}}}
{\displaystyle h_{b}={\frac {2P}{b}}={\frac {ah_{a}}{b}}}
Површина се израчунава помоћу следеће формуле:
{\displaystyle P={\frac {a\cdot h_{a}}{2}}={\frac {b\cdot h_{b}}{2}}}
{\displaystyle P={\frac {1}{2}}b^{2}\sin \beta ={\frac {1}{2}}ab\sin \alpha }
{\displaystyle P={\frac {1}{2}}a{\sqrt {\left(b+{\frac {1}{2}}a\right)\left(b-{\frac {1}{2}}a\right)}}} (Херонова формула)
Углови се израчунавају на следећи начин: 
- {\displaystyle \alpha ={\frac {\pi -\beta }{2}}}
- {\displaystyle \beta =\pi -2\alpha }
- {\displaystyle \alpha =\arcsin {\frac {a}{2R}},\beta =\arcsin {\frac {b}{2R}}}